# Осила (Џорџија)
Осила (енгл. Ocilla) град је у америчкој савезној држави Џорџија. По попису становништва из 2010. у њему је живело 3.414 становника.

## Демографија
Према попису становништва из 2010. у граду је живело 3.414 становника, што је 144 (4,4%) становника више него 2000. године.
| Група             | 2000.         | 2010.         |
| Белци             | 1.258 (38,5%) | 1.327 (38,9%) |
| Афроамериканци    | 1.942 (59,4%) | 1.971 (57,7%) |
| Азијати           | 11 (0,3%)     | 28 (0,8%)     |
| Хиспаноамериканци | 58 (1,8%)     | 64 (1,9%)     |
| Укупно            | 3.270         | 3.414         |